# Садыкова, Фарида Валеевна
Садыкова Фарида Валеевна (баш. Фәриҙә Вәли ҡыҙы Садиҡова; род. 11 июля 1956 год, село Баишево, Зианчуринский район, Башкирская АССР) — учёный-селекционер. Кандидат биологических наук (1997). Заслуженный лесовед Республики Башкортостан  (2003), почётный работник леса Российской Федерации, почётный работник леса (2007).

## Краткая биография
В 1978 году окончила Башкирский государственный университет. После получения диплома начала работать инженером отдела лесного почвоведения комплексной производственной лаборатории Уфимского лесохозяйственного производственного объединения.
С 1985 года агроном‑агрохимик Бельского производственных лесохозяйственных Объединений.
С 1986 года ‑ агроном-агрохимик Уфимского подсобного сельского хозяйства. С 1987 года агрохимик Бельского лесопродуктового комбината.
С 1990 года — начальник агроучастка.
С 1991 года — начальник Уфимского лесного хозяйства.
С 1992 года — директор Уфимского лесохозяйственного техникума, одновременно С 2008 года преподаёт в Башкирском государственном аграрном университете.
Лимонарий при Уфимском лесохозяйственном техникуме — первый опыт в истории Башкортостана. С 2009 года были включенны в перечень сорта: «Салават», «Урман», «Лейсан», «Зиля», «Уралтау». Сегодня это хозяйство даёт нам 22-24 тонны лимона в год. Участник не только конкурсов Башкортостана, но и многих Российских и международных конкурсов, обладатель призов.

## Научная деятельность
Научная деятельность посвящена изучению лесорастительных свойств почв лесных питомников, выведению сортов цитрусов, экзотических растений (банан, гранат, кофе и др.) и разработке технологии их выращивания в условиях защищённого грунта. Садыкова Фарида Валеевна вывела сорта лимона (Лейсан, Салават, Урман) и цитрона (Зиля, Уралтау), разработана рекомендация по выращиванию лимонов в комнатных условиях. Автор более 40 научных трудов и 5 изобретений.

## Труды
- Уфимский лимонарий // Цветоводство. 2000. № 1
- Экологические аспекты выращивания лимонов в Уфимском лимонарии //Лесной вестник. 2000. № 3.

## Почётные звания и другие награды
- Заслуженный лесовод Республики Башкортостан (2003)
- Почётный работник леса Российской Федерации (2007)
- Заслуженный лесовод Российской Федерации (2022)[1].